# Orthemis coracina
Orthemis coracina – gatunek ważki z rodziny ważkowatych (Libellulidae).